# Norman Wanstall
Norman Wanstall (* 1935 in Brentford, Middlesex) ist ein britischer Filmeditor und Tontechniker, der 1965 einen Oscar für die besten Toneffekte gewann.

## Leben
Wanstall begann seine Tätigkeit in der Filmwirtschaft 1957 zunächst als Editor bei dem Film Miracle in Soho. Später war er auch als Tongestalter tätig und wirkte bei der Herstellung von 26 Filmen mit. Bekannt wurde er dabei insbesondere durch seine Mitarbeit bei James-Bond-Filmen.
Bei der Oscarverleihung 1965 gewann er den Oscar für die besten Toneffekte in dem James-Bond-Film Goldfinger (1964) von Guy Hamilton mit Sean Connery, Gert Fröbe und Honor Blackman in den Hauptrollen.
1978 führte er Regie bei dem Dokumentarfilm The Rise and Fall of Ivor Dickie, bei dem er auch den Filmschnitt ausführte.

## Filmografie (Auswahl)
- 1957: Eine Braut in jeder Straße (Miracle in Soho)
- 1961: Das Schlitzohr (On the Fiddle)
- 1962: James Bond – 007 jagt Dr. No (Dr. No)
- 1963: James Bond 007 – Liebesgrüße aus Moskau (From Russia with Love)
- 1964: James Bond 007 – Goldfinger (Goldfinger)
- 1965: James Bond 007 – Feuerball (Thunderball)
- 1967: James Bond 007 – Man lebt nur zweimal (You Only Live Twice)
- 1968: Joanna
- 1973: Der Mann aus Metall (Who?)
- 1978: The Rise and Fall of Ivor Dickie (Dokumentarfilm)
- 1983: Sag niemals nie (	Never Say Never Again)

## Auszeichnungen
- 1965: Oscar für die besten Toneffekte